# Krešimir II.
Mihael Krešimir II. (tudi Krešimir II.), hrvaški vladar iz rodu Trpimirovićev, vladal med letoma 949 in 969, *?, † 969.
Domnevno naj bi bil sin Krešimirja I. in domnevno brat Miroslava. Oženjen je bil s Heleno oziroma Jeleno in imel otroka Držislava. Morda si je Mihael Krešimir po starih slovanskih običajih oblast sprva delil z bratom Miroslavom in se kasneje povezal z banom Pribino, ki je Miroslava leta 949 ubil. Najkasneje v času okrog 950 je bila Hrvaška kot kaže toliko oslabljena, da je srbski vladar Časlav Klonimirović Hrvatom iz rok iztrgal ozemlje stare Bosne (danes vzhodni del Bosne in Hercegovine), Po Konstantinu Porfirogenetu je bila Bosna v njegovem in Časlavovem času namreč del Srbije. Približno v tem času pa sta bila izgubljena tudi otoka Brač in Hvar. Oblast je bila utemeljena predvsem na področju današnje južne Hrvaške, nič tudi ne kaže na hrvaško suverenost nad staro Slavonijo. Vsaj del svoje vladavine naj bi Mihael Krešimir nosil kraljevsko krono. Ohranil se je napis na sarkofagu Jelene, njegove soproge, kjer je Mihael (to je Mihael Krešimir) omenjen kot kralj (Michaeli regi). O njegovi vladavini sicer ne vemo veliko; leta 970 pa na hrvaškem prestolu že najdemo ustoličenega njegovega naslednika.